# Lamberto Arbaud
Lamberto Arbaud foi um prelado católico romano que serviu como bispo de Venosa (1510–?).
Em 16 de novembro de 1510, foi nomeado bispo de Venosa durante o papado do Papa Júlio II . Não se sabe por quanto tempo ele serviu como bispo de Venosa . O próximo bispo registrado foi Tommaso da San Cipriano, nomeado em 1519.